# 3785 Kitami
Kitami (asteróide 3785) é um asteróide da cintura principal, a 2,6595288 UA. Possui uma excentricidade de 0,1769442 e um período orbital de 2 121,58 dias (5,81 anos).
Kitami tem uma velocidade orbital média de 16,56933405 km/s e uma inclinação de 1,91642º.
Este asteróide foi descoberto em 30 de Novembro de 1986 por Tsutomu Seki.